# Campionato europeo femminile di pallavolo 1993
Il campionato europeo femminile di pallavolo 1993 si è svolto dal 24 settembre al 2 ottobre 1993 a Brno e Zlín, nella Repubblica Ceca: al torneo hanno partecipato dodici squadre nazionali europee e la vittoria finale è andata per la prima volta alla Russia.

## Qualificazioni
Al torneo hanno partecipato: la nazionale del paese organizzatore, le prime sette nazionali classificate al campionato europeo 1991 (in questo caso si è qualificata l'ottava classificata in quanto la Cecoslovacchia, quinta nella precedente edizione, è già qualificata come paese organizzatore) e quattro nazionali qualificate tramite il torneo di qualificazione.

## Regolamento

### Formula
Le squadre hanno disputato una prima fase a gironi con formula del girone all'italiana; al termine della prima fase:
- Le prime due classificate di ogni girone hanno acceduto alla fase finale per il primo posto, strutturata in semifinali, finale per il terzo posto e finale.
- La terza e la quarta classificata di ogni girone hanno acceduto alla fase finale per il quinto posto, strutturata in semifinali, finale per il terzo settimo posto e finale per il quinto posto.

### Criteri di classifica
Sono stati assegnati 2 punti alla squadra vincente e 1 a quella sconfitta.
L'ordine del posizionamento in classifica è stato definito in base a:
- Punti;
- Ratio dei set vinti/persi;
- Ratio dei punti realizzati/subiti;
- Risultati degli scontri diretti.

## Squadre partecipanti
| Squadra        | Qualificazione                            | Ultima partecipazione |
| -------------- | ----------------------------------------- | --------------------- |
| Bielorussia    | 1ª al torneo di qualificazione (girone A) | Debutto               |
| Bulgaria       | 6ª al campionato europeo 1991             | Italia 1991           |
| Cecoslovacchia | Paese organizzatore                       | Italia 1991           |
| Croazia        | 1ª al torneo di qualificazione (girone D) | Debutto               |
| Germania       | 3ª al campionato europeo 1991             | Italia 1991           |
| Grecia         | 7ª al campionato europeo 1991             | Italia 1991           |
| Italia         | 4ª al campionato europeo 1991             | Italia 1991           |
| Lettonia       | 1ª al torneo di qualificazione (girone B) | Debutto               |
| Paesi Bassi    | 2ª al campionato europeo 1991             | Italia 1991           |
| Romania        | 5ª al campionato europeo 1991             | Italia 1991           |
| Russia         | 1ª al campionato europeo 1991             | Debutto               |
| Ucraina        | 1ª al torneo di qualificazione (girone C) | Debutto               |

## Torneo

### Fase a gironi
| Girone A       | Girone B    |
| -------------- | ----------- |
| Bulgaria       | Bielorussia |
| Croazia        | Germania    |
| Italia         | Grecia      |
| Lettonia       | Romania     |
| Paesi Bassi    | Russia      |
| Cecoslovacchia | Ucraina     |

#### Girone A

##### Risultati
| 24 settembre 1993 ?, Brno Durata: ? - Spettatori: ? | Italia         | 3 - 2 | Paesi Bassi    | 15-13, 8-15, 15-1, 15-17, 15-8  |
| 24 settembre 1993 ?, Brno Durata: ? - Spettatori: ? | Cecoslovacchia | 3 - 1 | Bulgaria       | 15-8, 8-15, 17-15, 15-10        |
| 24 settembre 1993 ?, Brno Durata: ? - Spettatori: ? | Croazia        | 3 - 1 | Lettonia       | 15-13, 13-15, 16-14, 15-12      |
| 25 settembre 1993 ?, Brno Durata: ? - Spettatori: ? | Bulgaria       | 3 - 1 | Paesi Bassi    | 15-11, 12-15, 15-10, 15-9       |
| 25 settembre 1993 ?, Brno Durata: ? - Spettatori: ? | Cecoslovacchia | 3 - 0 | Lettonia       | 15-11, 15-13, 15-11             |
| 25 settembre 1993 ?, Brno Durata: ? - Spettatori: ? | Italia         | 3 - 0 | Croazia        | 15-5, 15-8, 15-7                |
| 26 settembre 1993 ?, Brno Durata: ? - Spettatori: ? | Lettonia       | 3 - 2 | Bulgaria       | 8-15, 15-8, 15-2, 15-17, 15-7   |
| 26 settembre 1993 ?, Brno Durata: ? - Spettatori: ? | Cecoslovacchia | 3 - 1 | Italia         | 11-15, 15-13, 15-7, 15-7        |
| 26 settembre 1993 ?, Brno Durata: ? - Spettatori: ? | Paesi Bassi    | 3 - 1 | Croazia        | 15-11, 15-8, 13-15, 15-1        |
| 28 settembre 1993 ?, Brno Durata: ? - Spettatori: ? | Bulgaria       | 3 - 2 | Italia         | 15-5, 10-15, 15-9, 7-15, 15-6   |
| 28 settembre 1993 ?, Brno Durata: ? - Spettatori: ? | Croazia        | 3 - 1 | Cecoslovacchia | 4-15, 15-2, 15-13, 15-13        |
| 28 settembre 1993 ?, Brno Durata: ? - Spettatori: ? | Paesi Bassi    | 3 - 2 | Lettonia       | 13-15, 15-4, 8-15, 15-8, 15-8   |
| 29 settembre 1993 ?, Brno Durata: ? - Spettatori: ? | Croazia        | 3 - 0 | Bulgaria       | 15-7, 15-11, 16-14              |
| 29 settembre 1993 ?, Brno Durata: ? - Spettatori: ? | Italia         | 3 - ' | Lettonia       | 16-14, 15-13, 16-14             |
| 29 settembre 1993 ?, Brno Durata: ? - Spettatori: ? | Paesi Bassi    | 3 - 2 | Cecoslovacchia | 15-6, 13-15, 12-15, 15-10, 15-9 |

##### Classifica
| Pos. | Squadra        | Pt | G | V | P | SV | SP | Ratio | PF  | PS  | Ratio |
| ---- | -------------- | -- | - | - | - | -- | -- | ----- | --- | --- | ----- |
| 1.   | Italia         | 8  | 5 | 3 | 2 | 12 | 8  | 1,500 | 252 | 233 | 1,081 |
| 2.   | Cecoslovacchia | 8  | 5 | 3 | 2 | 12 | 8  | 1,500 | 255 | 245 | 1,040 |
| 3.   | Croazia        | 8  | 5 | 3 | 2 | 10 | 8  | 1,250 | 207 | 232 | 0,892 |
| 4.   | Paesi Bassi    | 8  | 5 | 3 | 2 | 12 | 11 | 1,090 | 293 | 265 | 1,105 |
| 5.   | Bulgaria       | 7  | 5 | 2 | 3 | 9  | 12 | 0,750 | 249 | 265 | 0,939 |
| 6.   | Lettonia       | 6  | 5 | 1 | 4 | 6  | 14 | 0,428 | 248 | 264 | 0,939 |

      Qualificata alle semifinali per il primo posto.
      Qualificata alle semifinali per il quinto posto.

#### Girone B

##### Risultati
| 24 settembre 1993 ?, Zlín Durata: ? - Spettatori: ? | Germania    | 3 - 0 | Grecia      | 15-6, 13-15, 12-15, 15-10, 15-9 |
| 24 settembre 1993 ?, Zlín Durata: ? - Spettatori: ? | Ucraina     | 3 - 0 | Russia      | 15-10, 15-13, 15-7              |
| 24 settembre 1993 ?, Zlín Durata: ? - Spettatori: ? | Bielorussia | 3 - 1 | Romania     | 15-8, 15-8, 14-16, 17-16        |
| 25 settembre 1993 ?, Zlín Durata: ? - Spettatori: ? | Ucraina     | 3 - 0 | Germania    | 15-9, 15-8, 15-5                |
| 25 settembre 1993 ?, Zlín Durata: ? - Spettatori: ? | Russia      | 3 - 0 | Bielorussia | 15-5, 15-3, 15-6                |
| 25 settembre 1993 ?, Zlín Durata: ? - Spettatori: ? | Romania     | 3 - 2 | Grecia      | 13-15, 16-14, 15-17, 15-2, 15-9 |
| 26 settembre 1993 ?, Zlín Durata: ? - Spettatori: ? | Ucraina     | 3 - 1 | Bielorussia | 15-7, 15-13, 9-15, 15-6         |
| 26 settembre 1993 ?, Zlín Durata: ? - Spettatori: ? | Russia      | 3 - 1 | Grecia      | 15-5, 10-15, 15-7, 15-3         |
| 26 settembre 1993 ?, Zlín Durata: ? - Spettatori: ? | Germania    | 3 - 0 | Romania     | 15-4, 15-10, 15-8               |
| 28 settembre 1993 ?, Zlín Durata: ? - Spettatori: ? | Ucraina     | 3 - 1 | Grecia      | 15-5, 15-2, 12-15, 15-6         |
| 28 settembre 1993 ?, Zlín Durata: ? - Spettatori: ? | Russia      | 3 - 0 | Romania     | 15-4, 15-7, 15-5                |
| 28 settembre 1993 ?, Zlín Durata: ? - Spettatori: ? | Germania    | 3 - 2 | Bielorussia | 12-15, 15-3, 12-15, 15-9, 15-10 |
| 29 settembre 1993 ?, Zlín Durata: ? - Spettatori: ? | Ucraina     | 3 - 1 | Romania     | 15-7, 15-12, 10-15, 15-12       |
| 29 settembre 1993 ?, Zlín Durata: ? - Spettatori: ? | Russia      | 3 - 0 | Germania    | 15-3, 15-7, 15-9                |
| 29 settembre 1993 ?, Zlín Durata: ? - Spettatori: ? | Bielorussia | 3 - 1 | Grecia      | 15-5, 15-4, 10-15, 15-5         |

##### Classifica
| Pos. | Squadra     | Pt | G | V | P | SV | SP | Ratio | PF  | PS  | Ratio |
| ---- | ----------- | -- | - | - | - | -- | -- | ----- | --- | --- | ----- |
| 1.   | Ucraina     | 10 | 5 | 5 | 0 | 15 | 3  | 5,000 | 256 | 167 | 1,532 |
| 2.   | Russia      | 9  | 5 | 4 | 1 | 12 | 4  | 3,000 | 220 | 124 | 1,774 |
| 3.   | Germania    | 8  | 5 | 3 | 2 | 9  | 8  | 1,125 | 200 | 180 | 1,111 |
| 4.   | Bielorussia | 7  | 5 | 2 | 3 | 9  | 11 | 0,818 | 224 | 245 | 0,914 |
| 5.   | Romania     | 6  | 5 | 1 | 4 | 5  | 14 | 0,357 | 206 | 264 | 0,780 |
| 6.   | Grecia      | 5  | 5 | 0 | 5 | 5  | 15 | 0,333 | 160 | 286 | 0,559 |

      Qualificata alle semifinali per il primo posto.
      Qualificata alle semifinali per il quinto posto.

### Fase finale

#### Finali 1º e 3º posto
|  | Semifinali | Semifinali     | Semifinali |                 |    | Finale | Finale         | Finale |
|  |            |                |            |                 |    |        |                |        |
|  | 2B         | Russia         | 3          |                 |    |        |                |        |
|  | 2B         | Russia         | 3          |                 |    |        |                |        |
|  | 1A         | Italia         | 1          |                 |    |        |                |        |
|  | 1A         | Italia         | 1          |                 | 2B | Russia | 3              |        |
|  |            |                |            |                 | 2B | Russia | 3              |        |
|  |            |                |            |                 |    | 2A     | Cecoslovacchia | 0      |
|  | 2A         | Cecoslovacchia | 3          |                 |    | 2A     | Cecoslovacchia | 0      |
|  | 2A         | Cecoslovacchia | 3          |                 |    |        |                |        |
|  | 1B         | Ucraina        | 2          |                 |    |        |                |        |
|  | 1B         | Ucraina        | 2          | Finale 3° posto |    |        |                |        |
|  |            |                |            |                 |    |        |                |        |
|  |            |                |            |                 |    | 1B     | Ucraina        | 3      |
|  |            |                |            |                 |    | 1B     | Ucraina        | 3      |
|  |            |                |            |                 |    | 1A     | Italia         | 1      |

##### Semifinali
| 1º ottobre 1993 ?, Brno Durata: ? - Spettatori: ? | Cecoslovacchia | 3 - 2 | Ucraina | 14-16, 15-5, 15-11, 6-15, 22-20 |
| 1º ottobre 1993 ?, Brno Durata: ? - Spettatori: ? | Russia         | 3 - 1 | Italia  | 15-9, 12-15, 16-14, 15-2        |

##### Finale 3º posto
| 2 ottobre 1993 ?, Brno Durata: ? - Spettatori: ? | Ucraina | 3 - 1 | Italia | 15-17, 15-8, 15-6, 17-15 |

##### Finale
| 2 ottobre 1993 ?, Brno Durata: ? - Spettatori: ? | Russia | 3 - 0 | Cecoslovacchia | 17-15, 15-3, 15-6 |

#### Finali 5º e 7º posto
|  | Semifinali | Semifinali  | Semifinali |                 |    | Finale 5º posto | Finale 5º posto | Finale 5º posto |
|  |            |             |            |                 |    |                 |                 |                 |
|  | 3B         | Germania    | 3          |                 |    |                 |                 |                 |
|  | 3B         | Germania    | 3          |                 |    |                 |                 |                 |
|  | 4A         | Paesi Bassi | 2          |                 |    |                 |                 |                 |
|  | 4A         | Paesi Bassi | 2          |                 | 3B | Germania        | 3               |                 |
|  |            |             |            |                 | 3B | Germania        | 3               |                 |
|  |            |             |            |                 |    | 3A              | Croazia         | 2               |
|  | 3A         | Croazia     | 3          |                 |    | 3A              | Croazia         | 2               |
|  | 3A         | Croazia     | 3          |                 |    |                 |                 |                 |
|  | 4B         | Bielorussia | 0          |                 |    |                 |                 |                 |
|  | 4B         | Bielorussia | 0          | Finale 7º posto |    |                 |                 |                 |
|  |            |             |            |                 |    |                 |                 |                 |
|  |            |             |            |                 |    | 4A              | Paesi Bassi     | 3               |
|  |            |             |            |                 |    | 4A              | Paesi Bassi     | 3               |
|  |            |             |            |                 |    | 4B              | Bielorussia     | 0               |

##### Semifinali
| 1º ottobre 1993 ?, Brno Durata: ? - Spettatori: ? | Croazia  | 3 - 0 | Bielorussia | 15-12, 16-14, 15-4               |
| 1º ottobre 1993 ?, Brno Durata: ? - Spettatori: ? | Germania | 3 - 2 | Paesi Bassi | 15-12, 13-15, 15-4, 15-17, 15-11 |

##### Finale 7º posto
| 2 ottobre 1993 ?, Brno Durata: ? - Spettatori: ? | Paesi Bassi | 3 - 0 | Bielorussia | 15-10, 15-3, 15-2 |

##### Finale 5º posto
| 2 ottobre 1993 ?, Brno Durata: ? - Spettatori: ? | Germania | 3 - 2 | Croazia | 15-9, 13-15, 13-15, 15-9, 15-9 |

## Classifica finale
| Pos     | Squadra        | Rosa |
| ------- | -------------- | --- |
| Oro     | Russia         | Formazione: Artamonova, Batuchtina, Gračëva, Lichtenštejn, Men'šova, Morozova, Nikulina, Ogienko, Smirnova, Čebukina, Tjmonova, Tiščenko, CT: Karpol' |
| Argento | Cecoslovacchia | |
| Bronzo  | Ucraina        | |
| 4       | Italia         | |
| 5       | Germania       | |
| 6       | Croazia        | |
| 7       | Paesi Bassi    | |
| 8       | Bielorussia    | |
| 9       | Bulgaria       | |
| 10      | Lettonia       | |
| 11      | Romania        | |
| 12      | Grecia         | |

|  | Qualificata alla Grand Champions Cup 1993 e al campionato europeo 1995. |

|  |  |  | Qualificata al campionato europeo 1995. |

## Premi individuali
| Premio                 | Nome                | Squadra        |
| ---------------------- | ------------------- | -------------- |
| MVP                    | Lucie Václavíková   | Cecoslovacchia |
| Miglior attaccante     | Evgenija Artamonova | Russia         |
| Miglior muro           | Tatiana Ilina       | Ucraina        |
| Miglior palleggiatrice | Manuela Benelli     | Italia         |
| Miglior ricevitrice    | Darina Mifkova      | Italia         |